# Quironomídeos
Quironomídeos (Chironomidae) são uma família de mosquitos da ordem Diptera que colonizam todos os ambientes aquáticos como rios, riachos, lagos, fitotelmas de plantas, poças de água temporárias, estações de tratamento de esgoto entre outras. Inclui gêneros com larvas semi-terrestres e terrestres. 
É uma das poucas famílias de insetos que coloniza o bentos do litoral marinho sendo encontrada a até 40 metros de profundidade. Coloniza ambientes com altas altitudes como os Himalaias a 4.600 metros e até o lago Baikal a 1.000 metros de profundidade.{Epler, 2001} 
Nas últimas décadas tem-se intensificado o estudo da família Chironomidae como causadores de alergias em populações humanas, quando suas nuvens entram em contato com olhos, boca e nariz, podendo desencadear rinites alérgicas, conjuntivite e urticária. 
São conhecidos como pragas em plantações de arroz no Japão e em Veneza o governo gasta milhões de dólares para controlar a população de Chironomidae longe dos aeroportos e hotéis.
São considerados excelentes bioindicadores, pois em ambientes muito poluídos por matéria orgânica, e com pouco oxigênio dissolvido, as larvas de Chironomidae podem ser as únicas encontradas. Estudos de deformidades em caracteres taxonômicos em larvas, podem indicar a presença de metais pesados no ambiente aquático. As larvas de alguns gêneros de Chironomidae possuem hemoglobina. Por isto a fixação de oxigênio dissolvido na água ocorre de forma facilitada, dispensando a larva de subir à superfície para respirar.

## Ciclo de vida
Seu ciclo de vida é holometábolo: ovo, larva (4 ínstares), pupa e adulto. O estágio larval corresponde a cerca de 95% de todo o seu ciclo de vida, e é neste estágio que ocorre a alimentação. Suas fêmeas não são hematófagas, e vivem exclusivamente para a reprodução. O ciclo de vida varia de acordo com o gênero, a disponibilidade de alimento, a temperatura e pH. Seu ciclo de vida pode variar em duração entre uma semana ou até dois anos. Spies e Reiss (1996), assinalaram que a família Chironomidae está subdividida em 11 subfamílias e apenas 5 destas já tiveram a sua ocorrência registrada para o Brasil e apenas uma não teve a sua ocorrência registrada para a região neotropical. 

## Géneros
| - Abiskomyia - Ablabesmyia - Acamptocladius - Acricotopus - Alotanypus - Anatopynia - Antillocladius - Apedilum - Apometriocnemus - Apsectrotanypus - Arctodiamesa - Arctopelopia - Asheum - Axarus - Baeoctenus - Beardius - Beckidia - Belgica - Bethbilbeckia - Boreochlus - Boreosmittia - Brillia - Brundiniella - Bryophaenocladius - Buchonomyia - Camptocladius - Cantopelopia - Cardiocladius - Chaetocladius - Chasmatonotus - Chernovskiia - Chironomus - Cladopelma - Cladotanytarsus - Clinotanypus - Clunio - Coelotanypus - Compteromesa - Compterosmittia - Constempellina - Conchapelopia - Corynocera - Corynoneura - Corynoneurella - Cricotopus - Cryptochironomus - Cryptotendipes - Cyphomella - Demeijerea - Demicryptochironomus - Denopelopia - Derotanypus - Diamesa - Dicrotendipes - Diplocladius - Diplosmittia - Djalmabatista - Doithrix - Doncricotopus - Einfeldia - Endochironomus - Endotribelos - Epoicocladius - Eretmoptera - Eukiefferiella - Eurycnemus - Euryhapsis - Fittkauimyia - Georthocladius - Gillotia - Glyptotendipes - Goeldichironomus - Graceus - Gravatamberus - Guttipelopia - Gymnometriocnemus | - Gynocladius - Halocladius - Hanocladius - Harnischia - Hayesomyia - Heleniella - Helopelopia - Heterotanytarsus - Heterotrissocladius - Hudsonimyia - Hydrobaenus - Hyporhygma - Ichthyocladius - Irisobrillia - Kiefferulus - Kloosia - Krenopelopia - Krenosmittia - Labrundinia - Lappodiamesa - Larsia - Lasiodiamesa - Lauterborniella - Limnophyes - Lipurometriocnemus - Litocladius - Lyrocladius - Lopescladius - Macropelopia - Meropelopia - Mesocricotopus - Mesosmittia - Metriocnemus - Microchironomus - Micropsectra - Microtendipes - Monodiamesa - Monopelopia - Nanocladius - Natarsia - Neozavrelia - Nilotanypus - Nilothauma - Nimbocera - Odontomesa - Oliveridia - Oleia - Omisus - Onconeura - Oreadomyia - Orthocladius - Pagastia - Pagastiella - Paraboreochlus - Parachaetocladius - Parachironomus - Paracladius - Paracladopelma - Paracricotopus - Parakiefferiella - Paralauterborniella - Paralimnophyes - Paramerina - Parametriocnemus - Parapentaneura - Paraphaenocladius - Parapsectra - Parasmittia - Paratanytarsus - Paratendipes - Paratrichocladius - Paratrissocladius - Parochlus - Parorthocladius - Pentaneura - Phaenopsectra | - Platysmittia - Plhudsonia - Polypedilum - Potthastia - Procladius - Prodiamesa - Protanypus - Psectrocladius - Psectrotanypus - Pseudochironomus - Pseudodiamesa - Pseudokiefferiella - Pseudorthocladius - Pseudosmittia - Psilometriocnemus - Radotanypus - Rheocricotopus - Rheomyia - Rheopelopia - Rheosmittia - Rheotanytarsus - Robackia - Saetheria - Saetheriella - Saetherocladius - Saetherocryptus - Saetherolabis - Saetherops - Schineriella - Semiocladius - Sergentia - Skutzia - Smittia - Stackelbergina - Stelechomyia - Stempellina - Stempellinella - Stenochironomus - Stictochironomus - Stilocladius - Sublettea - Sublettiella - Symbiocladius - Sympotthastia - Syndiamesa - Synendotendipes - Synorthocladius - Tanypus - Tanytarsus - Tavastia (genus) - Telmatogeton - Telmatopelopia - Telopelopia - Tethymyia - Thalassomya - Thalassosmittia - Thienemannia - Thienemanniella - Thienemannimyia - Tokunagaia - Tribelos - Trichochilus - Trichocladius - Trichotanypus - Trissocladius - Trissopelopia - Tvetenia - Unniella - Virgatanytarsus - Vivacricotopus - Xenochironomus - Xenopelopia - Xestochironomus - Xylotopus - Zalutschia - Zavrelia - Zavreliella - Zavrelimyia |

1. ↑  «Quironomídeos». Infopédia